# Хеттинджер (аэропорт)
Муниципальный аэропорт Хеттинджер (англ. Hettinger Municipal Airport), (ИКАО: KHEI, FAA LID: HEI) — государственный гражданский аэропорт, расположенный в 1,85 километрах к северо-западу от города Хеттинджер (Северная Дакота), США.

## Операционная деятельность
Муниципальный аэропорт Хеттинджер занимает площадь в 110 гектар, расположен на высоте 824 метров над уровнем моря и эксплуатирует две взлётно-посадочные полосы:
- 12/30 размерами 1418 х 23 метров с асфальтовым покрытием;
- 17/35 размерами 576 х 30 метров с торфяным покрытием.

В период с 20 июля 2005 по 20 июля 2006 года Муниципальный аэропорт Хеттинджер обработал 2830 операций взлётов и посадок воздушных судов (в среднем 235 операций ежемесячно), из них 88 % пришлось на авиацию общего назначения, 11 % — на рейсы аэротакси и 1 % составили рейсы военной авиации. В данный период в аэропорту базировалось 25 воздушных судов, из которых 96 % — однодвигательные самолёты и 4 % — многодвигательные.